# وميض

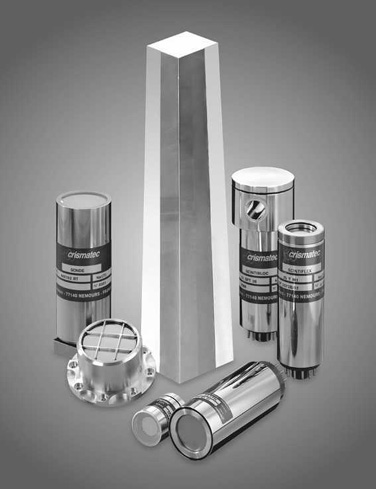

الوميض في الفيزياء هو حزمة من أشعة الضوء تظهر في بعض المواد الشفافة عند حدوث تأين فيها. ويحدث التأين في المادة عند انتشار جسيم أولي له شحنة كهربائية مثل الإلكترون فيها. فعندما يصطدم الإلكترون الحر بالأغلفة الإلكترونية لجزيئات المادة تنتقل طاقته شيئا فشيئا إلى إلكترونات الجزيئات حتي يتوقف عن الحركة. عندما تكتسب إلكترونات الجزيئات تلك الطاقة ترتفع إلى مدارات طاقة أعلى في الجزيئ، ولكنها لا تستطيع البقاء طويلا في هذه الحالة المثارة، فسرعان ما تقفز إلى مدارها الأصلي ويكون ذلك مصحوبا بإطلاق فارق الطاقتين ( الفرق بين طاقة المدار العلوي وطاقة المدار السفلى) ويظهر ذلك الفارق على هيئة فوتون ذي طاقة تعادل ذلك الفارق . والفوتون ما هو إلا شعاع ضوء ذو تردد معين، أي ذو طول موجة معينة، وبالتالى ذو لون معين. وتبعا لمقدار الطاقة الممتصة من الإلكترون في أغلفة الجزيئات، تنتج أعداد من الفوتونات يختلف لون بعضها عن بعض، مشكلة بذلك طيفا قصيرا قد يكون في نطاق الضوء المرئي أو الأشعة الفوق بنفسجية .
وتكون في العادة طاقة الطيف الصادر أثناء تلك العملية أقل من طاقة الطيف المـُمتص من الإلكترونات. والوميض هو خاصية ضوئية من خصائص الجزيئات العضوية . كما أنها تظهر أيضا في بعض السوائل والأملاح .
وتستعمل ظاهرة الوميض Scintillation في الفيزياء كعدادات للجسيمات الأولية ذات الشحنة مثل البروتونات والإلكترونات. كما يمكن بها أيضا عد النيوترونات ويكون ذلك بطريقة غير مباشرة حيث أن النيوترون ليست له شحنة كهربائية مما يجعله غير قادر على إحداث التأين في المادة، ذلك التـأين الذي يؤدي إلى ظهور الوميض. وفي حالة النيوترون يحدث أن يتفاعل النيوترون مع نواة أحد الذرات فينطلق منها جسيما مشحونا مثل الإلكترون أو البروتون أو جسيم ألفا التي تعمل على تأين الوسط، وتسير عملية الوميض طبقا للوصف السابق .